# Andrew Baddeley
Andrew James (Andy) Baddeley (Upton, 20 juni 1982) is een Britse middellangeafstandsloper, die gespecialiseerd is in de 1500 m. Hij nam tweemaal deel aan de Olympische Spelen, maar won hierbij geen medailles.

## Biografie
Baddeley nam in 2008 deel aan de Olympische Spelen in Peking. Op de 1500 m eindigde hij aanvankelijk op een negende plaats. Deze prestatie werd een jaar later opgewaardeerd naar een achtste plaats, nadat de aanvankelijke winnaar, de Bahreini Rashid Ramzi, tegen de lamp was gelopen na een dopingcontrole en was gediskwalificeerd.
Twee jaar later eindigde Baddeley bij zowel de Europese kampioenschappen in Barcelona als de Gemenebestspelen in Delhi op een zesde plaats.
Op de Olympische Spelen van 2012 in Londen werd hij op de 1500 m uitgeschakeld in de halve finale.
Baddeley is aangesloten bij Harrow AC.

## Persoonlijke records
Outdoor
| Afstand     | Prestatie | Datum           | Plaats    |
| ----------- | --------- | --------------- | --------- |
| 800 m       | 1.46,32   | 30 juni 2007    | Watford   |
| 1000 m      | 2.16,99   | 7 augustus 2007 | Stockholm |
| 1500 m      | 3.34,36   | 6 juni 2008     | Oslo      |
| 1 Eng. mijl | 3.49,38   | 6 juni 2008     | Oslo      |
| 3000 m      | 7.39,86   | 25 mei 2012     | Ostrava   |
| 5000 m      | 13.20,85  | 4 maart 2010    | Melbourne |

Indoor
| Afstand     | Prestatie | Datum            | Plaats     |
| ----------- | --------- | ---------------- | ---------- |
| 800 m       | 1.48,67   | 11 februari 2006 | Sheffield  |
| 1500 m      | 3.37,16   | 18 februari 2012 | Birmingham |
| 1 Eng. mijl | 3.55,64   | 23 januari 2010  | New York   |
| 3000 m      | 7.45,10   | 26 januari 2008  | Boston     |
| 5000 m      | 13.22,44  | 11 februari 2012 | New York   |

## Palmares

### 1500 m
- 2005:  Universiade - 3.50,90
- 2006: 12e Gemenebestspelen - 4.24,14
- 2006: 6e Europacup - 3.52,27
- 2006: 6e EK – 3.42,31
- 2007: 9e WK – 3.35,95
- 2007: 7e IAAF Wereldatletiekfinale – 3.39,14
- 2008: 8e OS – 3.35,37 (na DQ Rashid Ramzi)
- 2009: 11e in ½ fin. WK - 3.83,23
- 2010: 6e EK – 3.43,87
- 2010: 6e Gemenebestspelen - 3.43,33
- 2010: 5e IAAF/VTB Bank Continental Cup - 3.38,41
- 2012: 8e in ½ fin. OS - 3.36,03

### 1 Eng. mijl
- 2007:  Bislett Games – 3.51,95
- 2008:  Bislett Games – 3.49,38

### 3000 m
- 2005: 9e in serie EK indoor - 8.11,20
- 2011: 4e EK indoor – 7.54,49

### veldlopen
- 2001: 80e WK voor junioren - 28.27
- 2004: 93e WK (korte afstand) - 12.46
- 2005: 85e WK (korte afstand) - 12.51
- 2006: DNS WK (korte afstand)